# Оськина, Вера Егоровна
Вера Егоровна Оськина (род. 23 марта 1955 года) — российский политик, представитель от исполнительного органа государственной власти Красноярского края в Совете Федерации ФС РФ (2010—2012), депутат Государственной Думы IV созыва.

## Биография
Вера Оськина родилась 23 марта 1955 года в деревне Покровка, Вознесенского района Горьковской области. В 1978 году окончила обучение в Высшей комсомольской школе при ЦК ВЛКСМ, по специальности историк. В 1993 году завершила обучение в аспирантуре Российской академии управления, защитила звание кандидат социологических наук. 
Работать начала молодая девушка в 1978 году, устроившись на должность инструктора отдела пропаганды культурно-массовой работы крайкома комсомола. Позже, назначена вторым секретарем Центрального райкома комсомола, заведующей отделом пропаганды и культурно-массовой работы Красноярского горкома ВЛКСМ, заместителем заведующего отделом пропаганды и агитации Центрального РК КПСС и заведующей идеологическим отделом Железнодорожного РК КПСС города Красноярск. 
В 1994 году, замещала должности помощника председателя правления КБ «Синто-банк», чуть позже перешла на работу руководителем исполнительного комитета Красноярской региональной организации движения «Наш дом - Россия», затем председателем политсовета Красноярской региональной организации «Единство» и директором ООО «Агентство социальных коммуникаций».
В 2001 году избралась депутатом Законодательного Собрания Красноярского края, а в 2003 году победила на выборах в Государственной Думу Федерального Собрания Российской Федерации IV созыва.
С 2008 по 2009 год, стала работать в должности советника Губернатора, в администрации Губернатора Красноярского края. 
В июле 2010 года делегирован в Совет Федерации. Полномочия прекращены досрочно 16 марта 2012 года. Работала в составе Комиссии по физической культуре, спорту и развитию олимпийского движения и в Комитете по социальной политике и здравоохранению.  
После окончания полномочий в Совете Федерации вернулась работать в аппарат Губернатора, помощником.
На выборах 18 сентября 2016 года, Оськина была избрана депутатом Законодательного Собрания Красноярского края третьего созыва. Является членом комитета по охране здоровья и социальной политике и председателем комитета по образованию и культуре.
Среди её увлечений: туризм, горные лыжи, теннис, художественная литература.

## Награды
- Медаль ордена «За заслуги перед Отечеством» II степени (2006);
- медаль «Совет Федерации, 15 лет» (2010);
- медаль «Совет Федерации, 20 лет» (2013);
- Почетная грамота Совета Федерации Федерального Собрания РФ (2012);
- юбилейный знак «20 лет Законодательному Собранию Красноярского края» (2014);
- юбилейный почетный знак Красноярского края «80 лет Красноярскому краю» (2014);
- Почетная грамота Губернатора Красноярского края (2015);
- юбилейный почетный знак Красноярского края «85 лет Красноярскому краю» (2019);
- Почетная грамота Законодательного Собрания Красноярского края (2019);
- медаль «Совет Федерации, 25 лет» (2020);
- знак отличия Красноярского края «За трудовые заслуги» (2020);
- знак второй степени «За выслугу лет на службе Красноярскому краю. 25» (2021).